# Травины
Травины — разветвленный древний дворянский род, происходящий от князей Фоминских. Относится к потомкам Рюриковичей, потерявшим княжеский титул в начале XV века.
Род внесён в Бархатную книгу. При подаче (1682) челобитной, для внесения рода в Бархатную книгу, была предоставлена родословная роспись Травиных, на которую ссылались их однородцы Полёвы и Пырьевы.

## Происхождение и история рода
Род Травиных является ветвью Рюриковичей, утратившей княжеский титул, которая происходит от фоминского князя Константина Юрьевича. У него было три сына, которые звались Фёдорами:
- Князь Фёдор Константинович Большой по прозванию Красный — женат на дочери князя Фёдора Святославовича — Евпраксии Фёдоровне, после того, как великий князь Симеон Иванович Гордый, после свадьбы отказался от неё. Родоначальник родов: Травины, Скрябины, Осокины, Пырьевы, Вепревы и другие.
- Князь Фёдор Константинович по прозванию Слепой — родоначальник дворянских родов Карповы, Долматовы-Карповы, Ложкины, Бокеевы.
- Князь Фёдор Константинович Меньшой — родоначальник князей Козловские, дворянских родов Ржевские и Толбузины.

Князь Фёдор Константинович (1-я ветвь) имел четырёх сыновей: Михаил Крюк, Иван Собака, Борис Вепрь и Иван Уда, которые княжеским титулом уже не писались. У Ивана Фёдоровича Собаки сыновья: Василий и Семён Иванович по прозванию Трава —родоначальник дворян Травиных, давших им фамилию.
Его внуки Григорий Григорьевич по прозванию Осока — родоначальник дворян Осокины, а Василий Григорьевич по прозванию Скряба — родоначальник дворян Скрябины.
Известными представителями являются Салтык-Травин, Иван Иванович и боярин Скряба Травин, Тимофей Григорьевич.

## Известные представители
- Травин Щавья Васильевич — сын боярский (1498), участник свадьбы дочери великого князя Ивана III — княжны Софьи Ивановны и князя Холмского Василия Даниловича, шёл за санями княжны (1500).
- Травин Иван Иванович — четвёртый воевода войск левой руки в походе к Полоцку (1551).
- Травин Даниил Иванович — голова в различных походах (1577—1598), воевода в Ям-городе (1600—1601).
- Травин Степан Данилович — московский дворянин (1629), воевода в Козельске (1634).
- Травин Леонтий (Лев) Иванович — стольник (1636—1640), воевода в Арзамасе (1646—1649). московский дворянин (1658—1677).
- Травин Леонтий — воевода в Кайгородке (1672).
- Травин Михаил Степанович — воевода в Старой Руссе (1674).
- Травин Петр Петрович — стольник царицы Прасковьи Фёдоровны (1686—1692).
- Травины: Михаил Степанович, Михаил Семёнович, Никита и Иван Григорьевичи, Василий Фёдорович — московские дворяне (1692).
- Травины: Никита Матвеевич, Иван Фёдорович, Владимир Гурьевич — стряпчие (1680—1692).
- Травины: Игнатий Петрович, Пётр, Иван и Василий Ивановичи, Афанасий Никитич — стольники (1640—1692)[4][5].
- Травин Григорий Яковлевич — кавалергард, прапраправнук Салтыка-Травина И. И., за участие в возведение на престол императрицы Елизаветы Петровны (1742), получил поместье, потомственное дворянство и дипломный герб (Указ Е. И. В. 25 ноября 1751)[6]. Гербы лейб-гвардейцев, полученные в 1742 г., как упомянуто в описании герба, содержат общую лейб-гвардейскую правую часть - "в черном поле золотое стропило с наложенными на нем тремя горящими гранатами натурального цвету между тремя серебряными звездами". В то же время левую часть герба можно считать родовой - "в серебряном поле черную пушку вправо на лафете черного цвета окованном золотом. Пушка стоит на зеленой подошве щита. Над ней вверху красная старинная корона". Пушка на зеленой подошве с короной наверху - основная часть герба Смоленского княжества, от князей которого происходили Травины.
- Травин Семён Иванович (Серапион) — игумен Кирилло-Белозёрского монастыря (1628), младший сын Салтыка-Травина И. И.
- Травин Фёдор Игнатьевич (1673-23.01.1743)[7] — воевода города Кашина (1736), помещик Кашинского уезда (прапраправнук игумена Серапиона).
- Травина Мария Петровна — придворная дама (конец XVIII в.), покровительница известного учёного и писателя Болотова А. Т., приходилась родной тётей Травину Ф. И.
- Травин Никита Матвеевич — воевода города Шуи (начало XVIII в.).
- Травин Никифор Алексеевич — управитель Великой Топали близ города Стародуба (начало XIX в.),
- Травин Андрей Иванович (1739 — 18 сентября 1800, сц. Нижнее Ферапонтовской вол. Буйского у. Костромской губ.) — полковник. Георгиевский кавалер.